# Zostańmy przyjaciółmi
Zostańmy przyjaciółmi (Just Friends) – amerykańsko-kanadyjsko-niemiecka komedia romantyczna z 2005 roku.

## Treść
Chris Brander, nieśmiały i otyły chłopiec, wyznaje swojej przyjaciółce z klasy miłość. Jamie Palamino odrzuca go, oświadczając, ze traktuje go tylko jako przyjaciela. Dla Chrisa jest to ciężkie przeżycie. Dziesięć lat później Chris, który opuścił  rodzinne New Jersey i wyjechał do Los Angeles, postanowił powrócić w rodzinne strony.  Od czasów szkolnych bardzo się zmienił. Znalazł dobrą pracę, zaczął robić karierę w show biznesie. Równocześnie zrzucił zbędne kilogramy, stając się przystojnym facetem. Wkrótce spotyka dawną miłość, pracującą jako kelnerka w pubie. Wspomnienia i uczucia powracają.

## Obsada
- Ryan Reynolds - Chris Brander
- Amy Smart - Jamie Palamino
- Anna Faris - Samantha James
- Chris Klein - Dusty Lee Dinkleman
- Chris Marquette - Mike Brander
- Julie Hagerty - Carol Brander
- Stephen Root - KC
- Fred Ewanuick - Clark
- Amy Matysio - Darla
- Barry Flatman - pan Palamino
- Maria Arcé - Athena
- Ty Olsson - Tim
- Todd Lewis - Kyle
- Ashley Scott - Janice